# Brooklyn Park, Maryland
Brooklyn Park är en ort i Anne Arundel County i delstaten Maryland, USA.